# Steenkoolmijn van Zwartberg

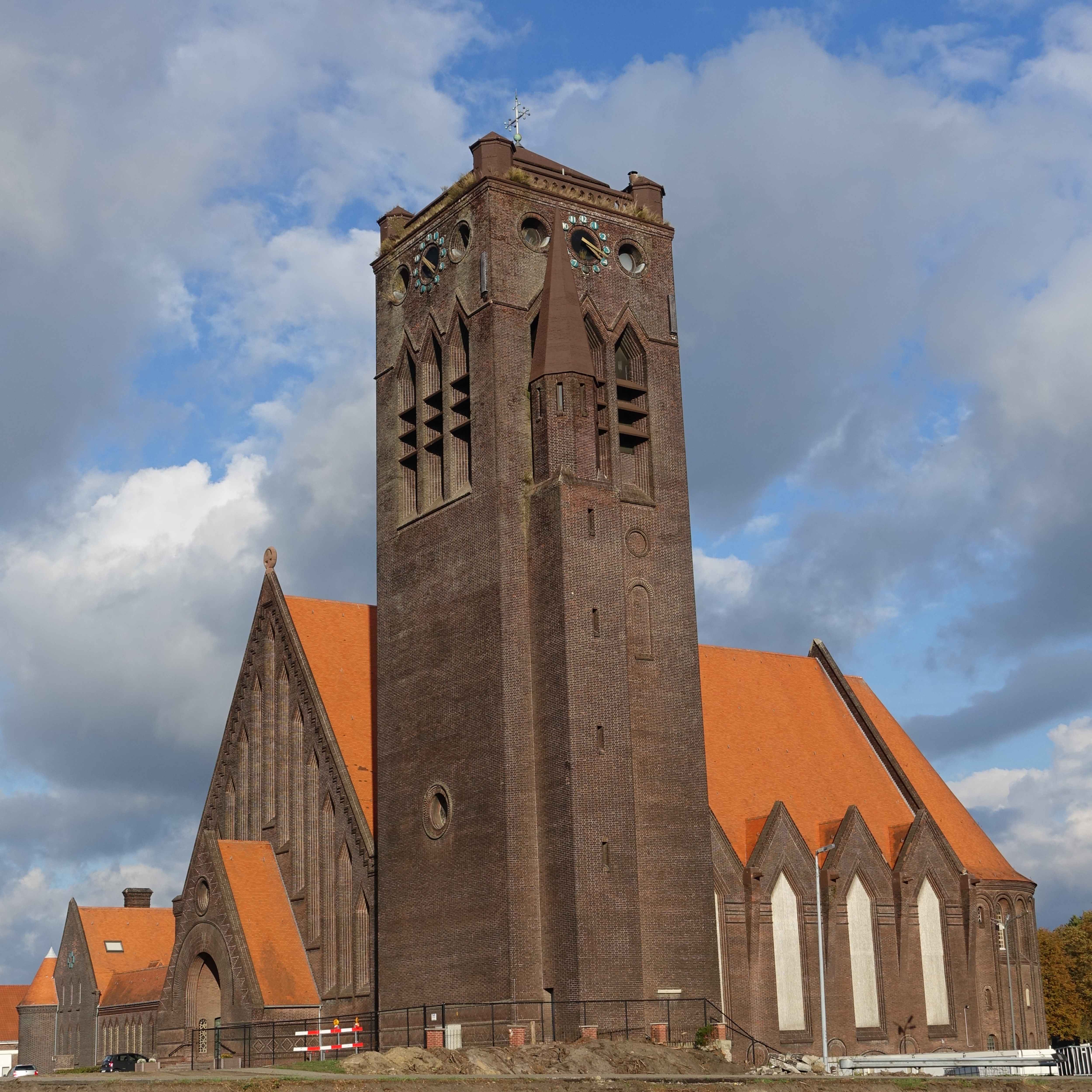
De mijnkathedraal te Zwartberg gebouwd in 1939-1941

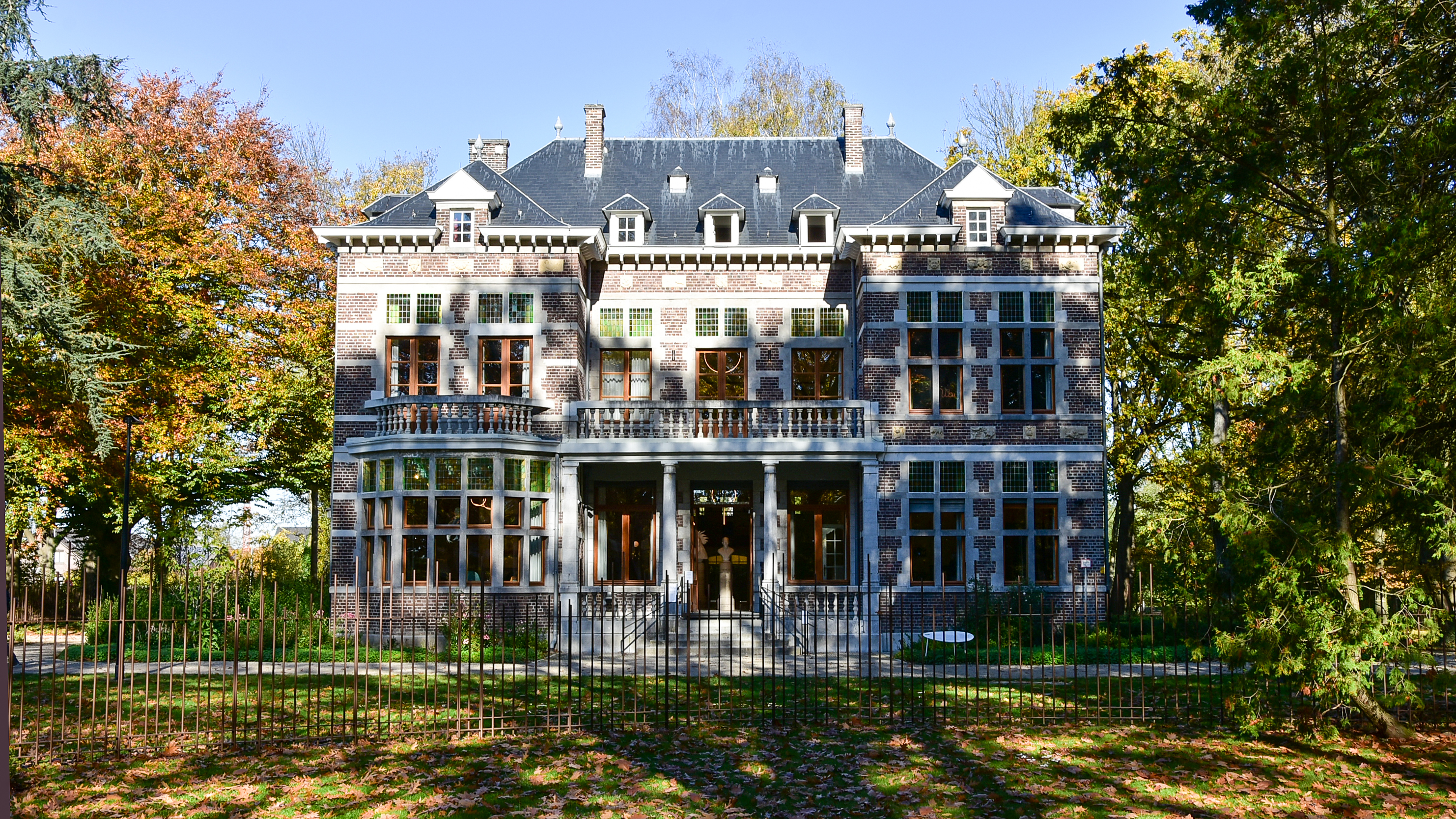
De woning van de voormalige directeur

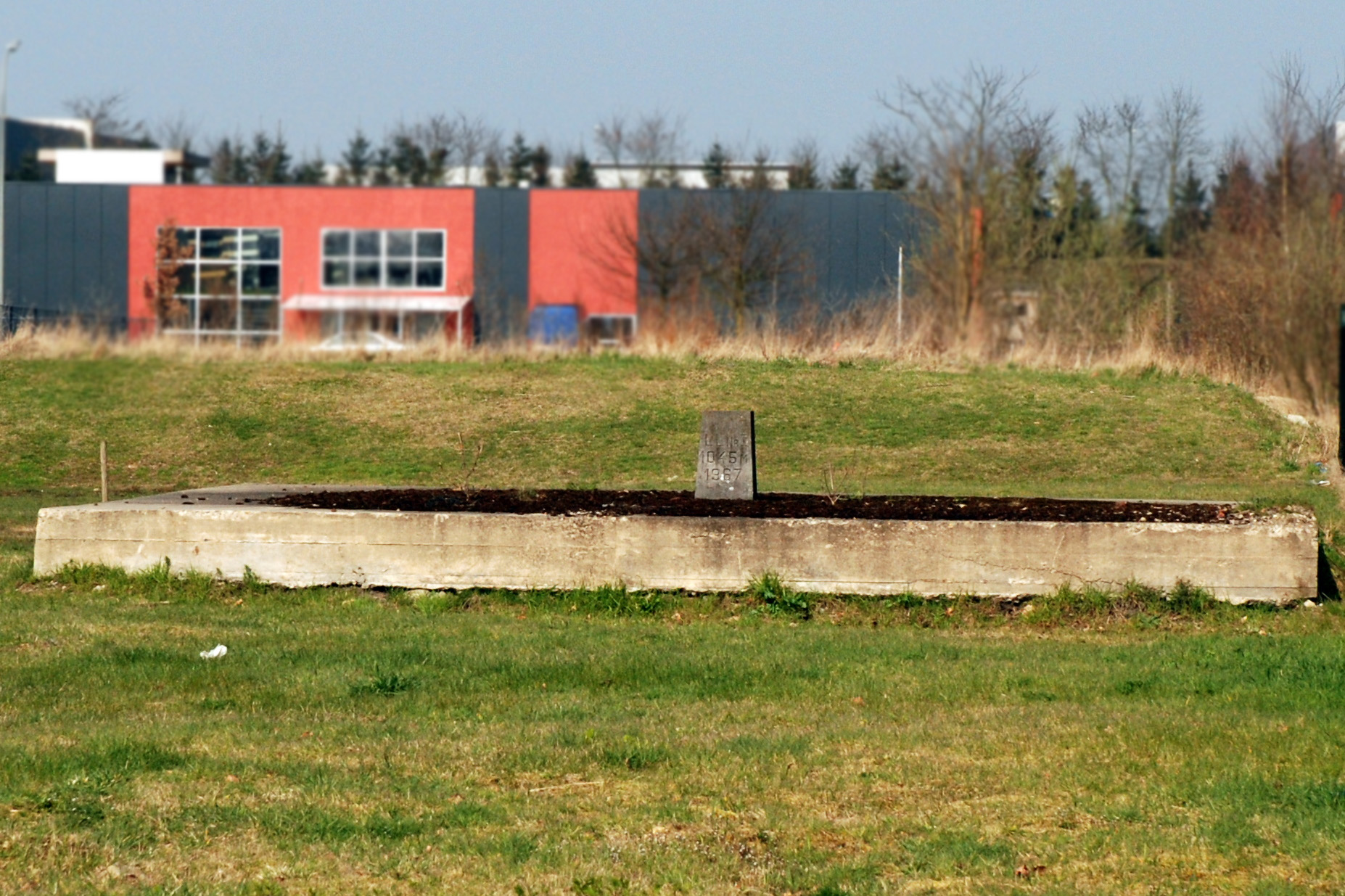
Steen die de plaats aanduidt waar ooit een schachtbok stond

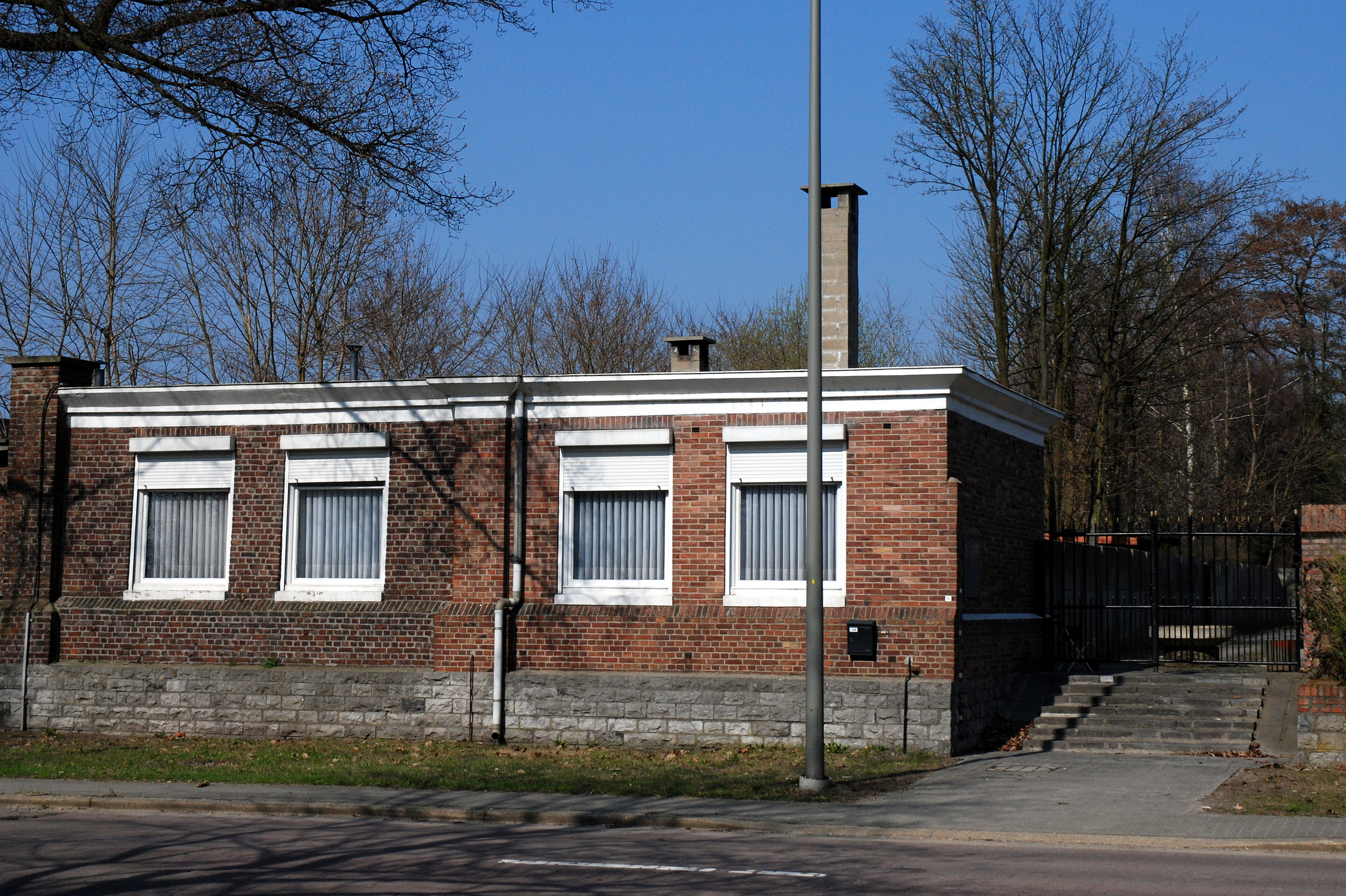
Het gebouw voor de technische dienst en de trap naar de hoofdingang

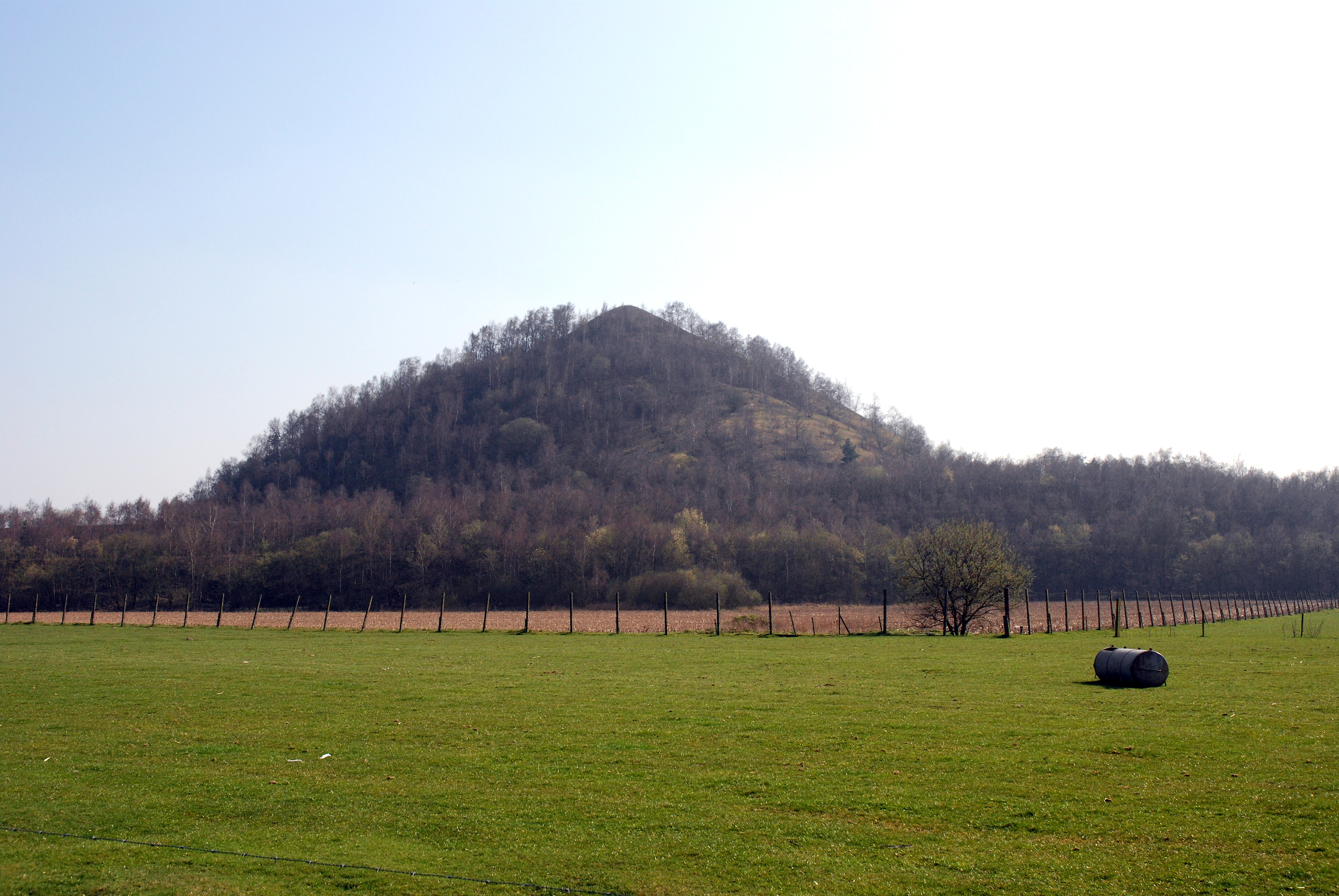
De mijnterril van Zwartberg

De Steenkoolmijn van Zwartberg was een van de zeven mijnen van het Kempens steenkoolbekken. Deze Kempense mijnzetel was gevestigd in de wijk Zwartberg van de Belgische stad Genk, genoemd naar een plek die Zwarte Berg heette.

## De concessie
Na de succesvolle boringen van André Dumont naar steenkool in de nabijgelegen gemeente As werd op 25 oktober 1906 een concessie van 4.180 hectares, voor de ontginning van steenkool, toegekend aan "Les Liègeois": een consortium met de Luikse groep N.V. John Cockerill, twee Luikse mijnen en drie plaatselijke grondeigenaars, baron Fernand de Beeckman, mijningenieur Théodore Masy en luitenant-generaal Emile Thorn. Deze laatste twee kochten reeds in de jaren 1870 in de nabije omgeving van de latere steenkoolmijn gronden, respectievelijk het Domein Masy en het Domein Luciebos. Hun vestigingen in het Kempense steenkoolbekken kwamen ruim 30 jaren voor André Dumont in As steenkool ontdekte. Zij wisten reeds eerder dat er steenkool zat in de grond aldaar.
Op 26 februari 1907 werd de Société Anonyme Charbonnages des Liégeois en Campine gesticht, een naam die duidelijk stelde wie het voor het zeggen had.
In 1910 werd de concessie uitgebreid met 89 hectare tot 4.269 hectares gelegen onder Genk, Houthalen, Meeuwen, Gruitrode, Opglabbeek, Niel en As.
Na een aantal dieptesonderingen werd besloten de exploitatiezetel te vestigen in Zwartberg. De N.V. John Cockerill had einde 19e eeuw op deze terreinen haar zware kanonnen en stalen koepels getest die ze bouwde voor de forten van Antwerpen.

## De mijn in bedrijf

### Bouw van de mijnschachten en de eerste gebouwen
Er werd onmiddellijk begonnen met de aanleg van een spoorwegverbinding met de spoorlijn Hasselt-Maaseik en de bouw van een elektriciteitscentrale. De eerste mijngebouwen werden op 14 maart 1910 ingehuldigd.
De ingenieurs bogen zich over het probleem hoe ze de mijnschachten konden afdiepen doorheen een 560 m dikke deklaag die bestond uit zand, waterhoudend tufkrijt, mergel en klei. Men besloot de ondergrond vanaf de oppervlakte tot de kop van de steenkoollaag te bevriezen. Bevriezingsboringen startten in 1913. Daarvoor boorde men voor iedere schacht 45 gaten, verdeeld over twee concentrische cirkels die iets groter waren dan de nuttige diameter van 6 m van de schacht. Daarin plaatste men stalen buizen van 125 mm, de bevriesbuizen die onderaan waren afgesloten. In deze buis plaatste men een iets dunnere buis van dezelfde lengte die onderaan open was. Een tot -27 ° afgekoelde loog (een oplossing van magnesiumchloride en water) werd doorheen de dunnere buis gepompt. Het loog steeg op in de tussenruimte van de buizen waardoor het omliggend materiaal bevroor en aan elkaar klittende ijscilinders vormde. De schachten werden in deze ijsmassa via springstof afgediept en kregen een gietijzeren bekuiping. Vanaf een diepte van 180 m vulde men de ruimte tussen de bekuiping en het gesteente op met stampbeton.

### Duitse bezetting van 1914 tot 1918
Schacht I was tot op 193 m afgediept en bekuipt. De mijn werd onder sekwester geplaatst en hoofdingenieur Denis in Duitsland opgesloten. De Duitse firma Gewerkschaft Deutsche Kaiser mocht verder werken aan de schachten. In 1918 had men een diepte van 480 meter bereikt.

### De eerste steenkool
Op 27 februari 1920 stootten de mijnwerkers bij het afdiepen van Schacht I op de eerste kolenlaag op 575 m diepte. Op 2 augustus 1924 startte de kolenproductie.
In schacht II kreeg men af te rekenen met een waterdoorbraak. Daar bereikte men het kolenfront op 2 november 1924 op een diepte van 556,2 m. 

De exploitatie in Zwartberg kon beginnen in 1925. De vetkolen werden onder meer gebruikt in de hoogovens van Cockerill in Seraing.

### Technische gegevens
Een vierhonderdtal arbeiders startten met de aanleg van de mijn. De schachtbok van schacht I was 83,5 m hoog en daarmee de tweede hoogste van Europa. Beide schachten hadden een diepte van 1045 m en een nuttige diameter van 5,25 m. Ze waren met gietijzeren ringen bekuipt tot een diepte van 578 m, lager met metselwerk en het onderste deel met betonblokken.
Bovengronds verrezen gebouwen voor machines en installaties voor de bewerking en verzending van de steenkool zoals een steenkoolzeverij en wasserij en de aanleg van een spoorweglijn die de mijn verbond met het station As. Afval werd vervoerd naar steenbergen of terrils (van het Picardische "terre-il" - zieke grond) zoals ze plaatselijk werden genoemd.
De inplanting van de gebouwen, op enkele honderden meter van boring nummer 13 leverde later problemen op. Iets verder naar het noorden was de ondergrond verbrokkeld en gebroken wat leidde tot verzakkingen in de badzaal. Het kantoorgebouw uit 1959, waar anno 2009 de politieschool (PLOT) is ondergebracht moest een eind van de weg worden opgetrokken.
De ondergrondse verdiepingen bevonden zich op 654, 714, 780, 940 en 1010 m. In 1946, het topjaar waren er 5355 mijnwerkers ingeschakeld. Qua productie was het topjaar 1956 met 1.416.000 ton. In totaal bedroeg de productie 39.902.000 ton.
Het Albertkanaal speelde een belangrijke rol bij het vervoer van de steenkool naar het Luiks industriebekken.
De mijn genoot vanaf 1955, onder leiding van directeur Emile Renotte, internationaal prestige omwille van haar technologie, opleiding, communicatie en sociale realisaties. Die verbetering kwam als een reactie op een mijngasontploffing in 1952 waarbij 23 mijnwerkers omkwamen. De aanleg van een koelsysteem op de onderste verdieping in 1949 - als eerste Europese mijn - en de realisatie van een intern televisiecircuit met eigen studio dat de veiligheid promootte mochten worden gezien.

## Staking en sluiting

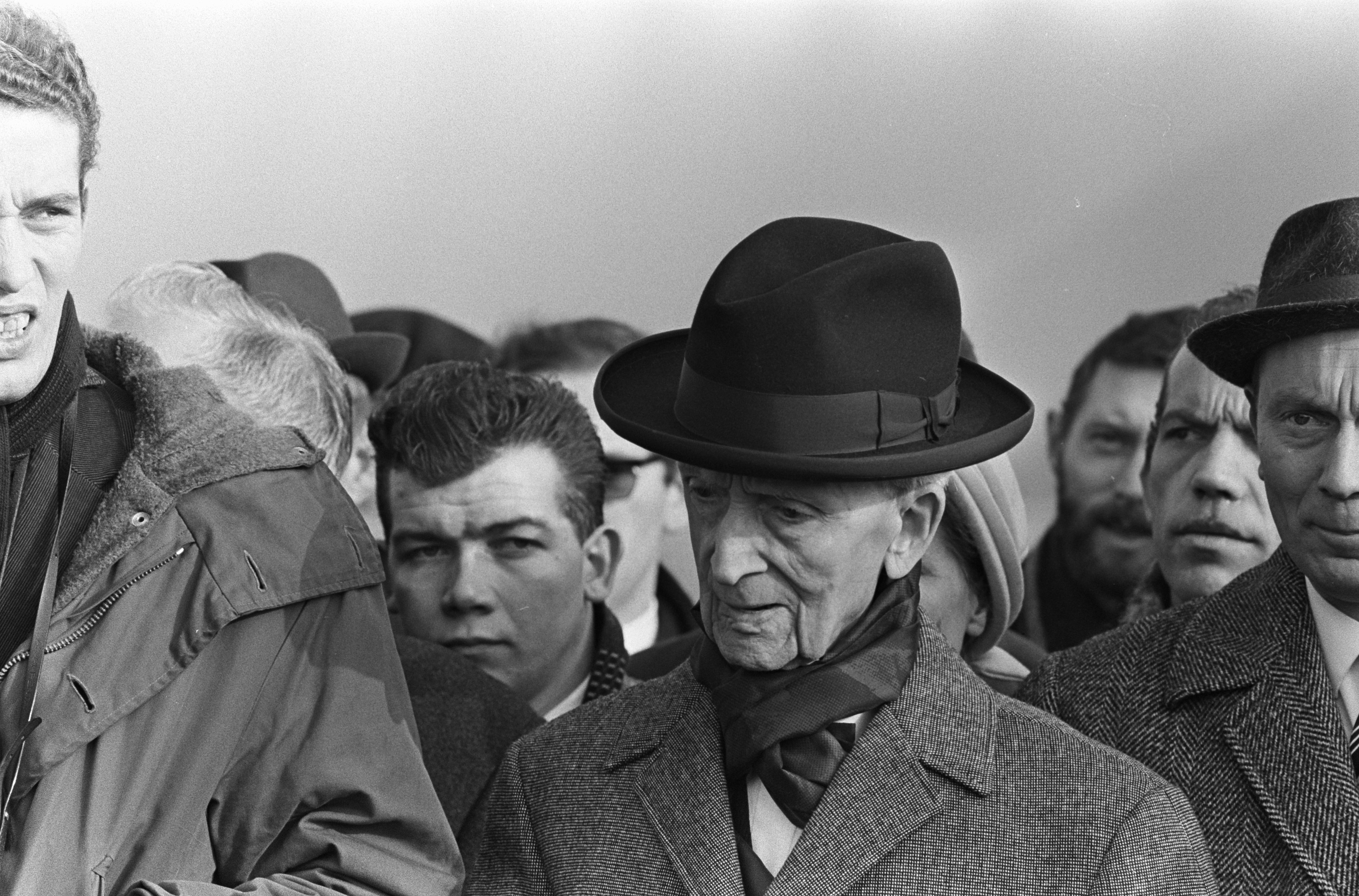
Camille Huysmans bij de begrafenis van Jan Latos

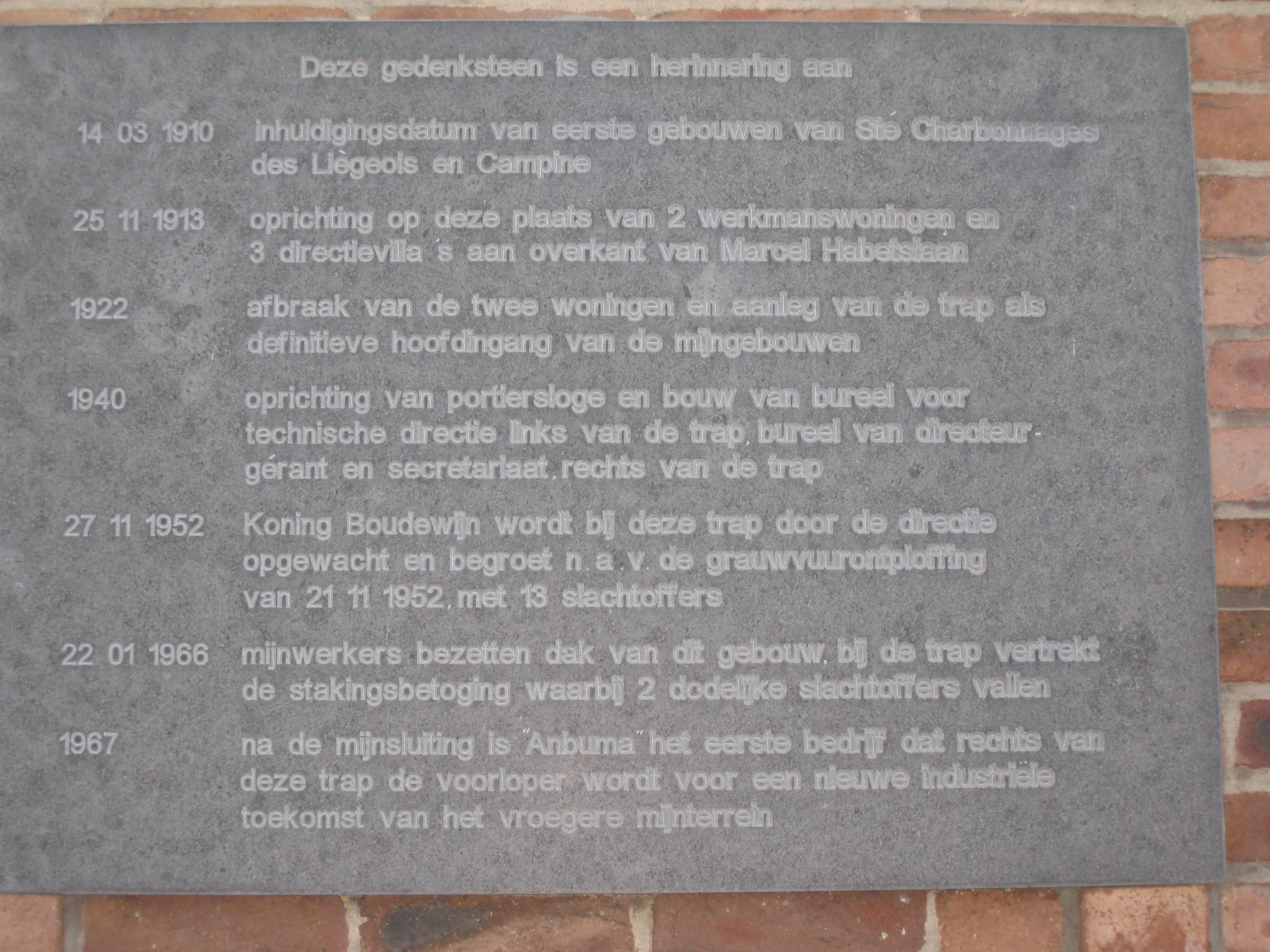
Gedenkplaat aan gebouw technische dienst

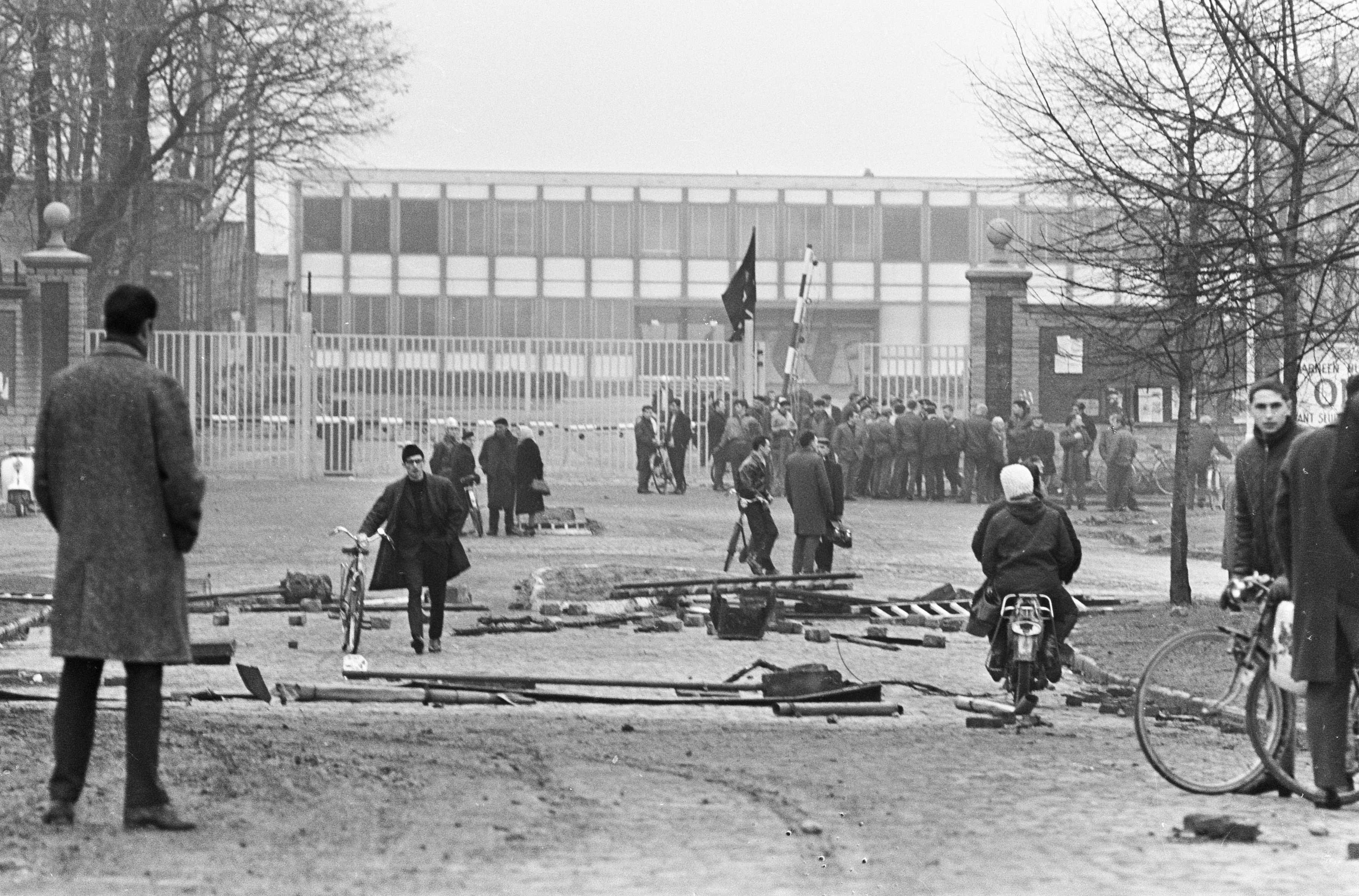
Onlusten aan mijningang Zwartberg

In de zomer van 1965 komt een nieuwe regering aan de macht van christendemocraten en socialisten. Er is een tekort van 22 miljard BEF onder andere door verlieslijdende steenkoolmijnen, waar honderden miljoenen franken ingestopt moeten worden. Er wordt een lijst van Waalse mijnen die dringend gesloten moeten worden opgesteld. Uit angst voor een revolte in Wallonië wordt de eis dat er minstens één Vlaamse mijn gesloten moet worden, ingewilligd.
De minister van Economie Marc-Antoine Pierson twijfelt tussen de steenkoolmijn van Winterslag of Zwartberg. Deze laatste was de modernste mijn in België op dat moment met een hoog rendement, hoogstaande technologie en zelfs een eigen televisiestudio.
Enkele dagen voor kerstmis 1965 kregen 4500 kompels het bericht dat de mijn in 1966 haar poorten zou sluiten. Op 27 januari 1966 bezetten de mijnwerkers de ondergrond van de mijn. De stakingsrellen die hierop volgenden kregen internationale aandacht. Valère Sclep, een 26-jarige bediende van de steenkoolmijn van Waterschei werd op 31 januari 1966 dodelijk getroffen door een traangasgranaat te Waterschei. Jan Latos werd eerder diezelfde dag doodgeschoten in de buurt van de steenkoolmijn van Winterslag door de rijkswacht. De dagen daarna werd het leger ingezet om de opstand de kop in te drukken. Op 2 februari 1966 werden de akkoorden van Zwartberg afgesloten waardoor de rust weerkeerde. Op 1 oktober 1966 werd de mijn gesloten. In 1967 werden de schachten opgevuld, kostbare machines bleven achter in de mijn en de twee schachtbokken werden opgeblazen.
Een van de weinige dingen die nog herinnert aan de Zwartbergse mijn zijn twee gedenktekens die werden opgericht op de plaats waar de lift toegang gaf tot de mijnschachten. Ook een gebouw voor de technische dienst en de trap naar de hoofdingang, gelegen langs de Marcel Habetslaan, zijn nog bewaard. Aan de rechterzijgevel van dit gebouwtje is een gedenkplaat te zien met daarop belangrijke fasen uit de mijngeschiedenis.

### Chronologie van de sluiting

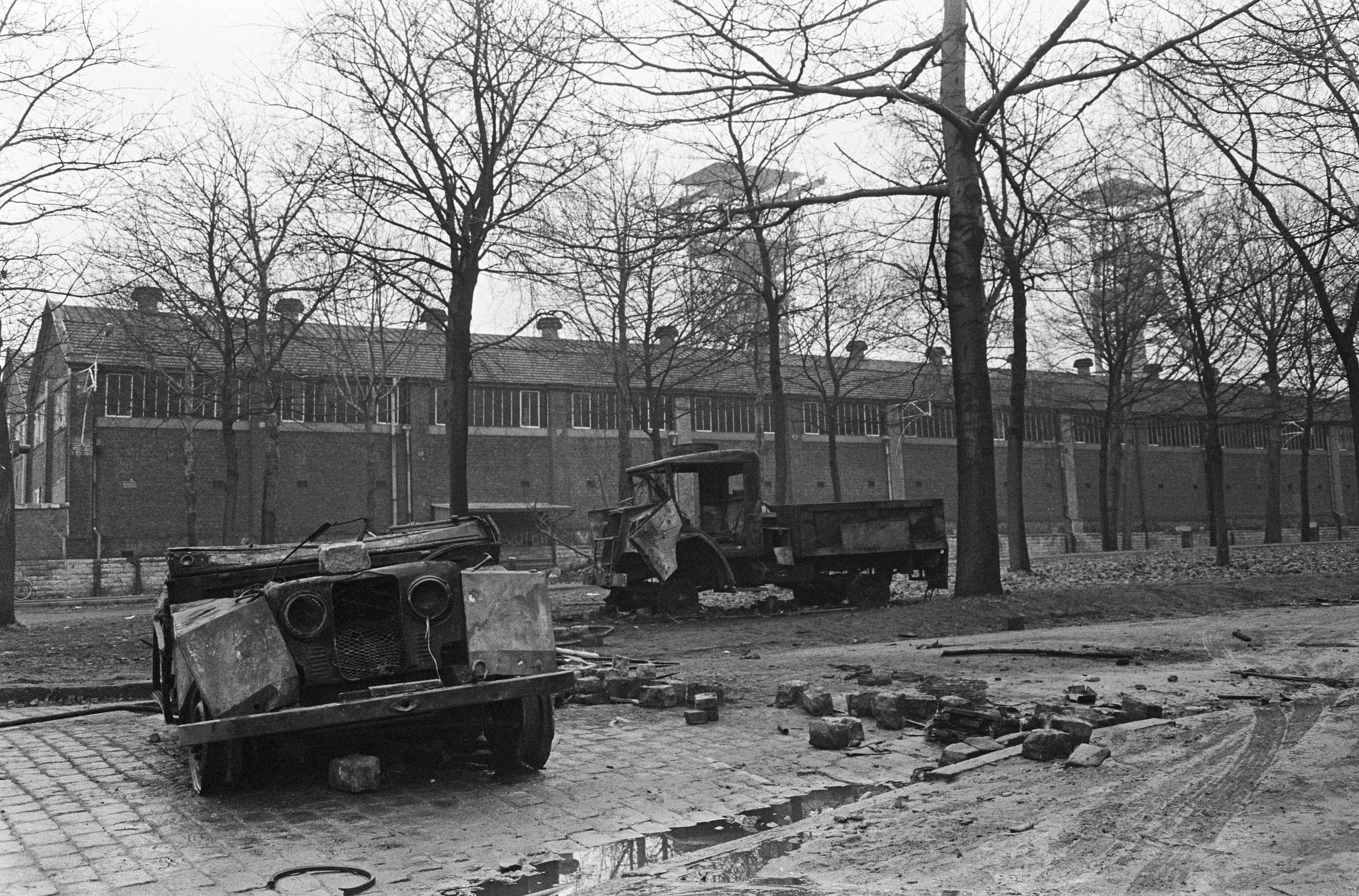
Twee verbrande auto's van de gendarmerie voor de mijn van Zwartberg

22 januari 1966De regering Harmel besluit om de mijn van Zwartberg te sluiten.
27 januari 1966Eerste ontslagbrieven worden ontvangen met ongeloof en woede (verbranden van ontslagbrieven), stakingen, concreet bezetting van de mijnen, de ondergrondse schachten.
29 januari 1966Betogingsverbod wordt genegeerd. Rijkswacht houdt betogers tegen aan de rand van de stad. Hotel Uilenspiegel gaat een vooraanstaande rol spelen als soort ‘hoofdkwartier’ van de betogers, hier zal ook een verzoeningscomité opgericht worden. De bezetters van de mijnschachten worden bijgestaan door de plaatselijke middenstand. De pastoor daalt af om de viering voor te gaan. De bedienden van de mijnen en de kaders doen echter nog niet mee met de staking.
30 januari 1966Vakbonden houden een nieuw overleg met als resultaat dat de sluiting één maand uitgesteld wordt. In Genk echter jut de V.M.O. de betogers op waardoor er een strijd komt met de rijkswacht met als gevolg vele vernielingen. De bezetters zijn woedend op de vakbonden met hun zwak resultaat.
31 januari 1966Bedienden staken mee. Het verzoeningscomité wordt aanvaard als gesprekspartner. De betogers willen ook de staking uitbreiden naar andere mijnen om grotere invloed te hebben.
- Winterslag: Rijkswachters schieten op betogers met veiligheidspatronen (houten kop). Hierdoor worden de betogers woedend en breken er rellen uit. De Rijkswacht wordt een gehaat korps en om stand te kunnen houden moeten ze versterkt worden vanuit Gent en Antwerpen.
- Waterschei: Betogers en Vlaams-nationalisten gooien met dennentakken. De Rijkswacht schiet opnieuw met als gevolg gewonden en 2 doden (Valère Sclep en Jan Latos). Ook 's avonds schieten ze met traangasgranaten op mensen. Als gevolg van dit geweld van de Rijkswacht vertrekt een delegatie van vijf man naar koning Boudewijn om te vragen dat de Rijkswacht stopt met haar geweldsactie. Boudewijn wil grotere bloedvergieten voorkomen.[bron?] Diezelfde nacht houdt de Rijkswacht een crisisvergadering waarbij besloten wordt dat het leger zal helpen. Er zijn geen incidenten meer door toedracht van het leger.

1 februari 1966Het verzoeningscomité stelt vijf akkoorden op met onder andere de eis dat Zwartberg pas gesloten mag worden als iedereen nieuw werk heeft.
2 februari 1966De regering aanvaardt het Zwartbergakkoord.
3 februari 1966Begrafenissen van de twee doden.
4 februari 1966Twee topmannen van de vakbond spreken een vijandige zaal toe over het Zwartbergakkoord. Uiteindelijk accepteren de stakers het Zwartbergakkoord.
7 februari 1966De mijnwerkers gaan terug aan het werk. Het akkoord wordt goed nageleefd, na bijna een half jaar heeft iedereen een nieuwe baan.
7 oktober 1966De laatste wagen kolen wordt de mijn uitgereden waarna de sluiting van de mijn een feit is en ze wordt afgebroken. In de strijd voor de mijn waren zeven zwaargewonden en twee doden gevallen.

## Huisvesting van het mijnpersoneel

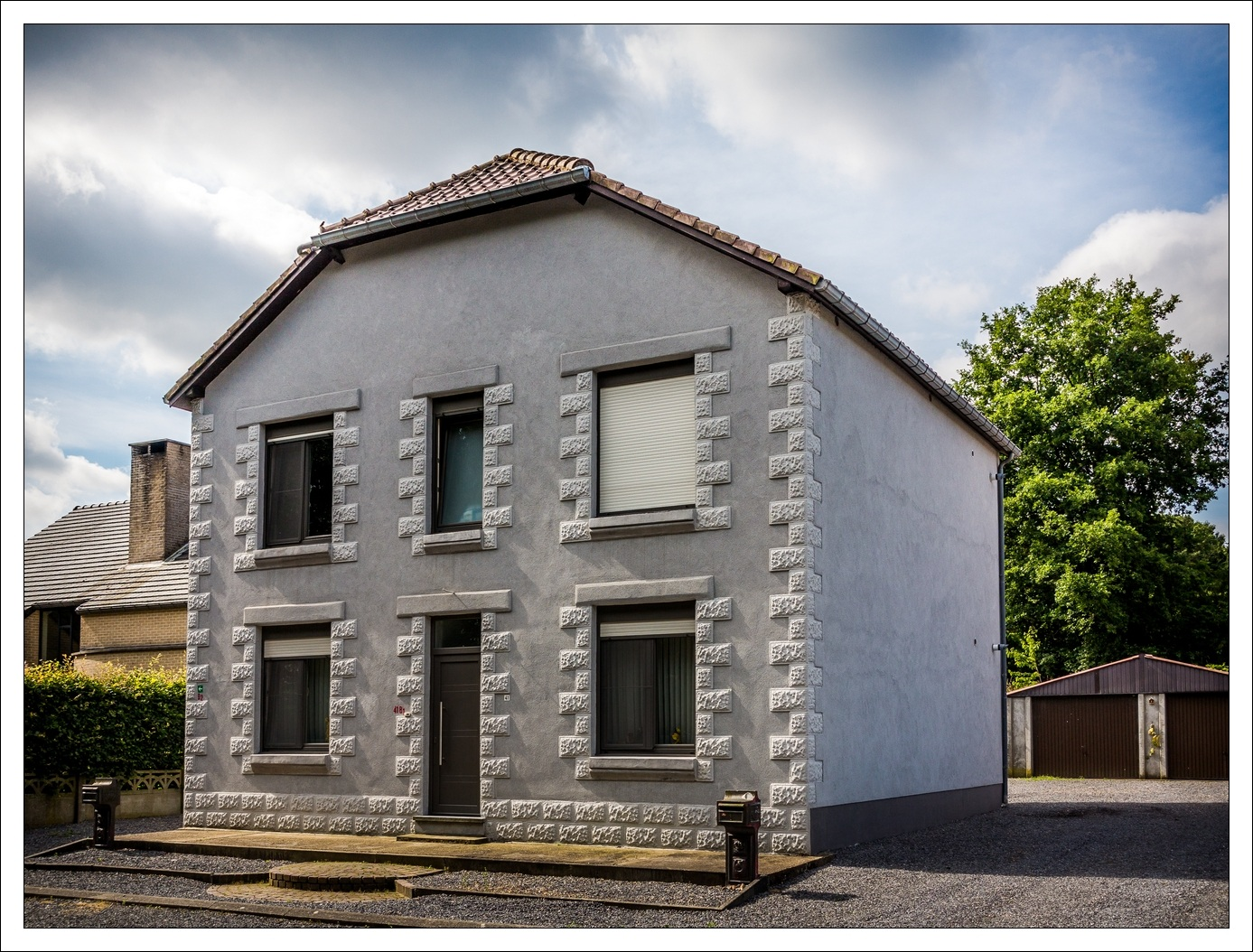
Het enig overgebleven huis van de Cité Cockerill in As

De huisvesting van het mijnpersoneel verried een duidelijke hiërarchie van het mijnpersoneel zoals elke nederzettingsvorm in de zeven mijnexploitaties in Limburg. Kortom, een duidelijk afleesbaar onderscheid in de huisvesting voor de witte boorden en de blauwe kielen.
De statige directeurswoning met de dreef van de Marcel Habetslaan en een ruim park van 12 ha met ertegenover de landelijke ingenieurswoningen bakenden het mijnterrein af. Deze villa illustreert zowel door de hiërarchische inplanting binnen de cité, de bijzondere aanleg van de oprit, de voortuin en de afsluitingen de macht en het prestige van de directeur-gérant.
De eerste woningen voor de mijnwerkers van Zwartberg werden eigenaardig genoeg in As gebouwd, de cité Cockerill. Het was een complex van 36 huizen dat in september 1912 klaar was. Dat initiatief was genomen omdat het consortium er toen nog van uitging dat de eerste steenkoolmijn zou aangelegd worden in de gemeente waar voor het eerst steenkool was ontdekt.

### De cité of tuinwijk
De nieuw aan te leggen tuinwijk in Zwartberg, die ook door de Vlamingen cité werd genoemd, moest een kopie zijn van de bestaande tuinwijk in Seraing. Het was ingedeeld zodat men duidelijk het verschil zag tussen de behuizing van de witte boorden en de blauwe kielen.
Het plan voorzag een cirkelvormig plein (Place Cockerill) met een standbeeld van John Cockerill. Dit vormde de Cité-Noord met woningen voor de kaderleden. Cité-Zuid werd gebouwd voor de arbeiders met kleine arbeiderswoningen met tuin. De beide cité's werden gescheiden door een spoorweg.

#### Straatnamen
De vroegere Staatsbaan werd omgedoopt tot Patience & Beaujonclaan (Luikse aandeelhouders). Na de Tweede Wereldoorlog werd deze naam veranderd in Torenlaan omdat Cockerill oordeelde dat deze naam niet meer paste bij een steenkoolmijn die fusioneerde met de N.V. John Cockerill en vanaf dan Cockerill-Ougrée heette.
Théodore Masy, directeur van een Luikse mijn en eigenaar van 243 hectare grond (Domein Masy in Houthalen) kreeg ook een straat die naar hem werd genoemd. Langs die straat lag de bioscoop Les Liégeois (later omgedoopt tot Patria) en een hotel met dezelfde naam en later het voetbalveld van Zwartberg. De avenue Marcel Habets, de met bomen omzoomde hoofdlaan die langs de mijngebouwen en de ingenieurswoningen liep, herinnerde aan de president-directeur-generaal van de N.V. John Cockerill. De straatnaamborden werden in het Nederlands en Frans opgesteld. Hubert Goffin, een mijnwerker die bij het afdiepen van een mijnschacht verongelukte, kreeg ook een straatnaam in de tuinwijk.

## Na de sluiting
De arbeiderswoningen werden na de mijnsluiting verhuurd of verkocht en verbouwd door nieuwe bewoners. De in landelijke stijl opgetrokken ingenieurswoningen langs de Marcel Habetslaan zijn nu bewoond door nieuwe eigenaars of omgevormd tot restaurant of bed-en-breakfast verblijf.

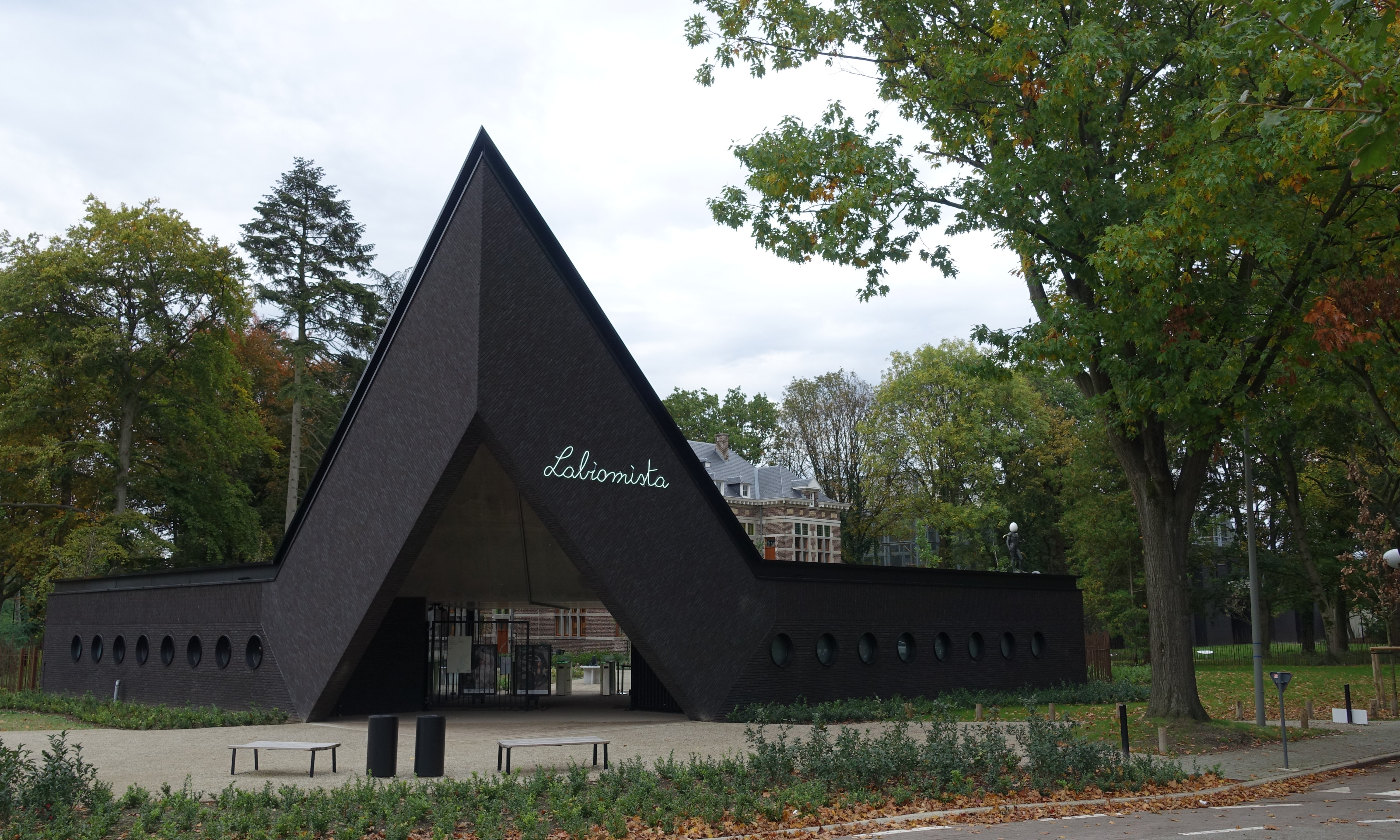
Ingang van Labiomista met de directeurswoning op de achtergrond

De statige directeurswoning, ook genoemd het kasteel van Zwartberg werd na de mijnsluiting in 1967 verkocht aan de familie Wauters die in het park 30 jaar lang een Zoo onderbracht. Na de sluiting van de Zoo kocht de stad Genk de villa met aanhorigheden. In 2005 werd het gebouw geklasseerd als monument. In 2011 verleende minister Geert Bourgeois een subsidie van € 350.000 voor dringende instandhoudingswerken. 

Sinds 2019 maakt de directeurswoning deel uit van Labiomista, een kunstcentrum met Cosmopolitan Culture Park van kunstenaar Koen Vanmechelen dat op het terrein van de voormalige Zoo van Zwartberg werd uitgebouwd.

Het in 1959 gebouwde administratiegebouw van de mijn doet vanaf de sluiting dienst als opleidings- en trainingscentrum voor ambtenaren (politie) en veiligheidsdiensten (hulpverlener-ambulancier en brandweerpersoneel), het zogenoemde PLOT. Tegenover het gebouw is op de vroegere mijnsite een oefenterrein voor brandweeropleidingen in gebruik.